# Calymmaria aspenola
Calymmaria aspenola là một loài nhện trong họ Hahniidae.
Loài này thuộc chi Calymmaria. Calymmaria aspenola được Ralph Vary Chamberlin & Wilton Ivie miêu tả năm 1942.